# Матюшев, Василий Александрович
Васи́лий Алекса́ндрович Ма́тюшев (7 октября 1940, Инерымбал, Волжский район, Марийская АССР, РСФСР, СССР — 16 марта 2006, Йошкар-Ола, Марий Эл, Россия) — марийский советский и российский журналист, общественно-политический деятель. Заместитель Председателя Верховного Совета Марийской АССР, член Марийского областного комитета КПСС (1988—1990). Главный редактор республиканской газеты «Марий коммуна» / «Марий Эл» (1987—1999), директор Марийского радио (1999—2001). Заслуженный работник культуры Российской Федерации (1999). Член КПСС с 1977 года.

## Биография
Родился 7 октября 1940 года в д. Инерымбал ныне Волжского района Марий Эл в крестьянской семье.
В 1972 году окончил Казанский государственный университет по специальности «Журналистика». 
До 1965 года был колхозником, работал на Марийском целлюлозно-бумажном комбинате, заведовал сельской библиотекой, работал финансовым инспектором, был рабочим ТЭЦ в родном районе.
Затем перешёл на журналистскую работу: в 1965—1969 годах — переводчик, заведующий отделом районной газеты «Волжская правда». В 1969—1984 годах — литературный сотрудник, заведующий отделом республиканской газеты «Марий коммуна». В 1984—1987 годах — заместитель председателя марийского Гостелерадио. В 1987—1999 годах — главный редактор республиканской газеты «Марий коммуна» / «Марий Эл», заместитель председателя правления Союза журналистов Марийской АССР; в 1999—2001 годах — директор Марийского радио.
Занимался и общественно-политической деятельностью: в 1985—1990 годах — депутат Верховного Совета Марийской АССР XI созыва (в 1988—1990 годах —  заместитель Председателя), председатель Комиссии по восстановлению справедливости в отношении жертв, имевших место в Марийской республике в 1930-х и в начале 1950-х годов. Член КПСС с 1977 года, в 1988—1990 годах был членом Марийского областного комитета КПСС. 
В 1994 году ему присвоено почётное звание «Заслуженный работник культуры Республики Марий Эл», в 1999 году — звание «Заслуженный работник культуры Российской Федерации». Награждён Почётной грамотой Президиума Верховного Совета Марийской АССР.
Скончался 16 марта 2006 года в Йошкар-Оле.

## Звания и награды
- Заслуженный работник культуры Российской Федерации (02.08.1999) — за заслуги в области культуры и печати, большой вклад в укрепление дружбы и сотрудничества между народами, многолетнюю плодотворную работу[5]
- Заслуженный работник культуры Республики Марий Эл (1994)[1][2]
- Почётная грамота Президиума Верховного Совета Марийской АССР (1988)[1][2]

## Память
- В мае 2021 года в Карайской средней школе Волжского района Марий Эл в память о журналисте, уроженце района В. А. Матюшеве состоялось открытие мемориальной доски[6].
- В Волжском районе Марий Эл проводятся мероприятия памяти уроженца района, журналиста и общественно-политического деятеля В. А. Матюшева[7].